# Lucyfire
Lucyfire – side-project znanego z grupy muzycznej Tiamat wokalisty i instrumentalisty Johana Edlunda. W 2001 roku nakładem Steamhammer Records ukazał jedyny album projektu zatytułowany This Dollar Saved My Life at Whitehorse z udziałem zaproszonych muzyków. W 2010 projekt został zarzucony.

## Dyskografia
Opracowano na podstawie materiału źródłowego.
- The Pain Song (2001, EP, Steamhammer Records)
- 2-track Cassette single (2001, singel, Steamhammer Records)
- This Dollar Saved My Life at Whitehorse (2001, album, Steamhammer Records)
- Rest in Peace Dear Lucy (2010, demo, digital stream)